# Giovanni Felice Azzone
Giovanni Felice Azzone (Napoli, 27 gennaio 1927 – Pozzolengo, 3 gennaio 2022) è stato un patologo e biochimico italiano.

## Biografia
Laureatosi in medicina all'università di Roma nel 1950, la sua formazione scientifica è avvenuta a contatto con scienziati come Lars Ernster, Massimiliano Aloisi, M. Klingenberg,  B. Chance, R. Estabrook, Peter Mitchell, I. Glynn, J. Williamson.
Dal 1964 è stato professore di patologia generale all'Università degli Studi di Padova, dove è rimasto fino alla nomina a professore emerito.
Nel 1982 ha assunto la direzione del Centro di studio per la fisiologia dei mitocondri del CNR.
È autore di oltre 300 pubblicazioni scientifiche, in particolare della bioenergetica mitocondriale.
Nel 1967 ha vinto il premio Marzotto per la medicina e nel 1974 il premio nazionale dell'Accademia nazionale dei Lincei per la fisiologia e la patologia.
Negli ultimi anni si è dedicato a problemi di bioetica e di epistemologia applicata alle scienze mediche..
Molti dei suoi allievi hanno insegnato in università italiane e straniere.

## Opere principali
- Biochemistry and biophysics of mitochondrial membranes, XXI, 714 pp, New York, Academic Press, 1972.
- Lezioni di patologia generale, Cortina, 1977.
- L'ape biologa, Armando, Roma, 1989.
- Biologia e medicina tra molecole, informazione e storia, Laterza, Bari, 1991. ISBN 88-420-3889-X
- Il senso della vita. Natura, scienza ed etica nell'evoluzione mediante il caso, Laterza, Bari, 1994. ISBN 88-420-4431-8
- I dilemmi della bioetica. Tra evoluzione biologica e riflessione filosofica, Carocci, 1997. ISBN 88-430-0514-6
- La rivoluzione della medicina. Dall'arte alla scienza, Mc Graw-Hill, Milano, 2000. ISBN 88-386-3729-6
- La moralità come adattamento, Zadig, Milano, 2002. ISBN 88-87626-05-7
- La libertà umana. Il ruolo della mente nella creazione del mondo, Bollati Boringhieri, Torino, 2005. ISBN 88-339-1631-6

## Onorificenze
È membro delle seguenti accademie e istituzioni scientifiche:
- Accademia nazionale dei Lincei dal 1988[2].
- International Academy of Pathology
- Istituto veneto di scienze, lettere ed arti
- Accademia galileiana di scienze, lettere ed arti